# Hirax
Hirax est un groupe de thrash metal américain, originaire de Buena Park, en Californie. Le groupe joue autour de Los Angeles et San Francisco avec d'autres groupes locaux comme Metallica, Element Ethan, Exodus, et Slayer. le groupe est pionnier du thrash metal, speed metal et du crossover thrash,.

## Biographie

### Première période (1981–1989)
L'histoire de Hirax commence en 1981, à Buena Park, en Californie, avec la formation Kaos, vite renommé L.A. Kaos en raison de l'existence d'un groupe du même nom. Ce groupe sort une démo en 1983 avant de changer une nouvelle fois son nom en K.G.B., puis Hirax en 1984. En 1986, John Tabares quitte le groupe et Eric Brecht (frère de Kurt Brecht, chanteur chez Dirty Rotten Imbeciles) est recruté. Après ce changement, ils publient leur deuxième album, Hate, Fear and Power, sous la pression de leur label (avec à peine 16 minutes et 8 chansons). Par la suite, le groupe quitte le label et publie immédiatement une démo indépendante intitulée Blasted in Bangkok en 1987.
Mais entre tensions et désillusions dans le groupe, De Pena part pour former un nouveau groupe avec Gene Hoglan (ex-batteur d'Dark Angel), et Ron McGovney (ex-bassiste de Metallica). Ils publieront une démo six titres en 1988 (rééditée en 2002 sous format CD). Après une brève tournée avec Nuclear Assault, ils se séparent. En 1989, De Pena est remplacé par Paul Baloff (ex-chanteur d'Exodus), mais le groupe finit par se séparer.

### Retour (depuis 1997)

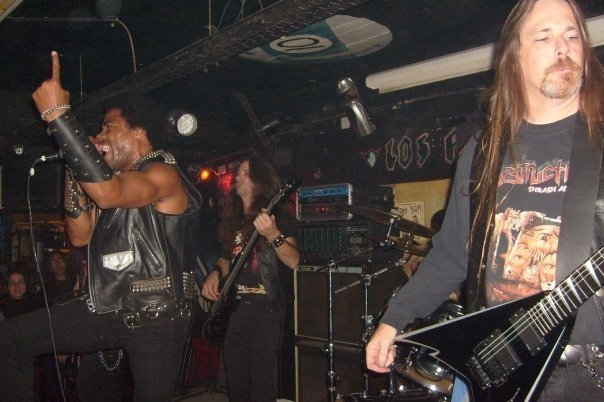
Hirax sur scène à Buenos Aires, Argentine en 2009.

De Pena reste impliqué dans la scène musicale underground régionale en tant que disquaire. En 1998, De Pena reçoit de nombreux messages de fans souhaitant le retour de Hirax en 2000. De Pena se réunit alors avec Scott Owen, Gary Monardo, et John Tabares, pour publier l'EP El diablo negro en 2000. En 2002, le groupe joue au Abrasive Rock Fest. En 2003, le groupe joue au festival Bang Your Head !!!, en Allemagne. La formation change complètement et Hirax publie l'album Barrage of Noise en 2002 avec James Joseph Hubler, Justin Lent (Clusterfux), et Nick Sellinger.
En 2003, De Pena recrute de nouveau d'autres musiciens et publie l'album The New Age of Terror en 2004 avec les guitaristes Dave Watson et Glenn Rogers (ex-Deliverance), le bassiste Angelo Espino, et le batteur Jorge Iacobellis. Cette formation, à la suite de divergences irréconciliables, se sépare. Le groupe publie son quatrième album studio, El Rostro de la muerte, au printemps 2009. Le 20 juillet 2013, Hirax joue à l'International Festival Convivencia Rock organisé à Pereira, Risaralda. 36 groupes participent à ce festival de trois jours, jouant devant plus de 10 000 spectateurs. Le 24 février 2014, le groupe publie l'album Immortal Legacy au label Steamhammer Records/SPV GmbH.
En mars 2015, ils jouent pour la première fois au Royaume-Uni au Hammerfest à Gwynedd, au pays de Galles. En 2016, le groupe signe avec le label Alpha Omega, et prépare un nouvel album. En août 2024, le groupe effectue une prestation très réussie sur une des scènes du festival Motocultor en Bretagne.

## Membres
- Katon W. de Pena - chant (?-1988, depuis 2000)
- Lance Harrison - guitare (depuis 2006)
- Steve Harrison - basse (depuis 2006)
- Mike Vega - batterie (depuis 2014)

## Discographie

### Albums studio
- 1985 : Raging Violence
- 1986 : Hate, Fear and Power
- 2004 : The New Age of Terror
- 2009 : El Rostro de la muerte
- 2014 : Immortal Legacy

### Albums live
- 2008 : Thrash and Destroy
- 2011 : Warlords of the Bolivian Command